# Phosphite

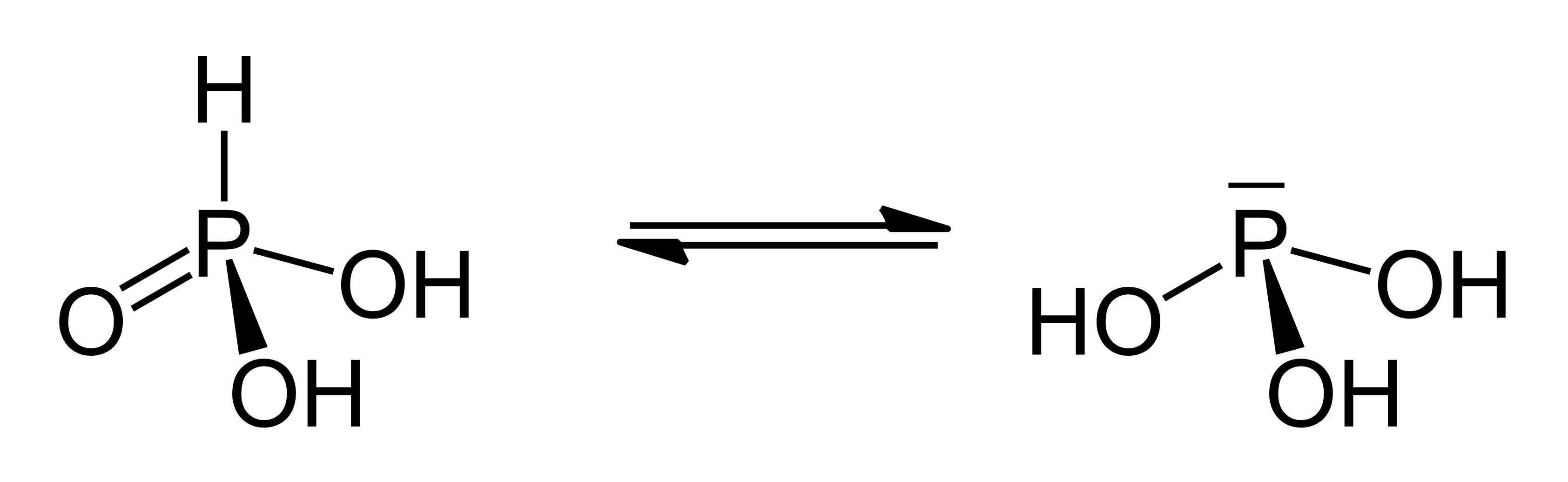
Tautomerie der Phosphonsäure und Phosphorigsäure

Als Phosphite werden die Ester (Phosphorigsäureester) und die Salze der in freier Form nicht vorkommenden Phosphorigsäure (veraltet phosphorige Säure) P(OH)3 bezeichnet. Als Phosphorigsäureester gelten Verbindungen der Form P(OR)3 mit (R = Alkyl-Rest oder Aryl-Rest), wie beispielsweise Trimethylphosphit. 

## Abgrenzung Phosphite / Phosphonate
Die Phosphorigsäure ist eine tautomere Form der Phosphonsäure H-P(O)(OH)2, wobei das Gleichgewicht auf der Seite der Phosphonsäure liegt (in der Abbildung auf der linken Seite). Die Ester der Phosphonsäure, HP(O)(OR)2 (z. B. Dimethylphosphit), werden allgemein zu den Phosphonaten gezählt. Sie stehen zwar ebenfalls im Gleichgewicht zu den entsprechenden Phosphitverbindungen vom Typ P(OH)(OR)2, aber auch in diesem Fall überwiegt in der Regel die Phosphonatform bei Weitem.

## Herstellung
Organische Phosphite werden durch Umsetzung von Phosphortrichlorid mit den entsprechenden Alkoholen oder Phenolen hergestellt:
{\displaystyle \mathrm {PCl_{3}+3\ CH_{3}OH\rightarrow P(OCH_{3})_{3}+3\ HCl} }

## Mineralisches Phosphit in der Natur
Mineralisches Phosphit (-HPO3) konnte in einem durch Blitzschlag in den Boden entstandenen Fulgurit nachgewiesen werden. Das Fulgurit enthielt neben dem üblichen Blitzglas aus geschmolzenem Sand auch graumetallisch schimmernde Kügelchen, die größtenteils aus Eisendisilizid (FeSi2) und Calciummonophosphid (CaP) bestanden. In dem CaP wurden winzige Körnchen aus Calciumphosphit (CaHPO3) entdeckt, einem Material mit der Oxidationsstufe +3 des Phosphors. Die Entstehung des Phosphits durch einen Blitzschlag hängt mit den im Boden vorhandenen Pflanzenwurzeln zusammen, die oft von einer krustigen Schicht aus Eisenoxiden, Phosphaten und Calcium umgeben sind. Bei einem Blitzeinschlag wird diese Schicht kurzzeitig auf etwa 1.200° Celsius erhitzt, wodurch Calciumphosphat (CaHPO4) in Anwesenheit von Eisensilizid chemisch reduziert und stellenweise zu Calciumphosphit (CaHPO3) reagiert.